# Communauté de communes en Donziais
La communauté de communes en Donziais est une ancienne communauté de communes française, située dans le département de la Nièvre.

## Composition
Elle était composée des communes suivantes :
1. Cessy-les-Bois
2. Châteauneuf-Val-de-Bargis
3. Ciez
4. Colméry
5. Couloutre
6. Donzy
7. Menestreau
8. Perroy
9. Sainte-Colombe-des-Bois
10. Saint-Malo-en-Donziois

## Historique
Elle fusionne avec deux autres intercommunalités pour former la communauté de communes Loire, Vignobles et Nohain au 1er janvier 2017.

## Sources
- Le SPLAF (Site sur la Population et les Limites Administratives de la France)
- La base ASPIC